# Municipio de Matachí
El municipio de Matachí  es uno de los 67 municipios en que se divide el estado mexicano de Chihuahua. Su cabecera Municipal es Matachí.

## Toponimia
El nombre del municipio proviene del tarahumara matachí, que significa «metates».

## Historia

### Reseña histórica
Esta región estuvo sujeta al Gobierno de las Misiones desde el último tercio del siglo XVII hasta 1826, cuando se constituyó en Sección Municipal del municipio de Guerrero; en 1837 pasó a depender de la Subprefectura de Ocampo; en 1845 de la de Guerrero, dos años después del cantón Guerrero y en 1876 al cantón Degollado, al cual perteneció hasta 1887. El decreto de 24 de julio de 1895 le otorgó la categoría de municipio.
La cabecera municipal es Matachí, fue fundada en 1667 por los jesuitas Tomás de Guadalajara y José Tardá quienes establecieron la Misión de San Rafael de Matachí, a un lado del río Papigochi; antiguamente, fue una población indígena llamada Tijarare.

## Localización
Está ubicado en la latitud norte 28º, 51", la longitud 107º 45" a una altitud de 1,950 metros sobre el nivel del mar. Colinda al norte con Gómez Farías, al este con Namiquipa, al sur con Guerrero y al oeste con Temósachi.

## Demografía
Según el Conteo de Población y Vivienda de 2005 realizado por el Instituto Nacional de Estadística y Geografía, la población del municipio de Matachí es de 3,169 habitantes, de los cuales 1,587 son hombres y 1,582 son mujeres.

### Localidades
En el censo de 2020 el municipio de Matachí contaba con 25 localidades.
| Código INEGI    | Localidad                      | Población (2020) |
| --------------- | ------------------------------ | ---------------- |
| 080430001       | Matachí                        | 1 581            |
| 080430007       | Tejolocachi                    | 313              |
| 080430002       | Ejido Buenavista               | 310              |
| 080430011       | Rancho Blanco                  | 109              |
| 080430005       | San José de Nava               | 90               |
| 080430012       | La Estación                    | 90               |
| 080430010       | Chihuahuita                    | 88               |
| 080430009       | Rancho San Rafael de Antillón  | 40               |
| 080430006       | San Rafael de las Manzanas     | 26               |
| 080430004       | Labor de la Purísima           | 17               |
| 080430003       | La Presa                       | 16               |
| 080430019       | El Pajarito                    | 13               |
| 080430048       | Rancho el Álamo                | 8                |
| 080430039       | Rancho Arvizu                  | 4                |
| 080430046       | San José de los Pinos Chaquena | 4                |
| 080430051       | Alonso Álamos                  | 3                |
| 080430078       | Rancho de Villa                | 3                |
| 080430089       | Los Pinitos                    | 3                |
| 080430095       | Reyes Realivázquez             | 3                |
| 080430016       | La Boquilla                    | 2                |
| 080430018       | Rancho los Escudero            | 2                |
| 080430036       | La Sombra                      | 2                |
| 080430040       | El Álamo                       | 1                |
| 080430055       | Francisco Saldívar             | 1                |
| 080430090       | Alonso López                   | 1                |
| Total municipal | Total municipal                | 2 742            |